# Andras

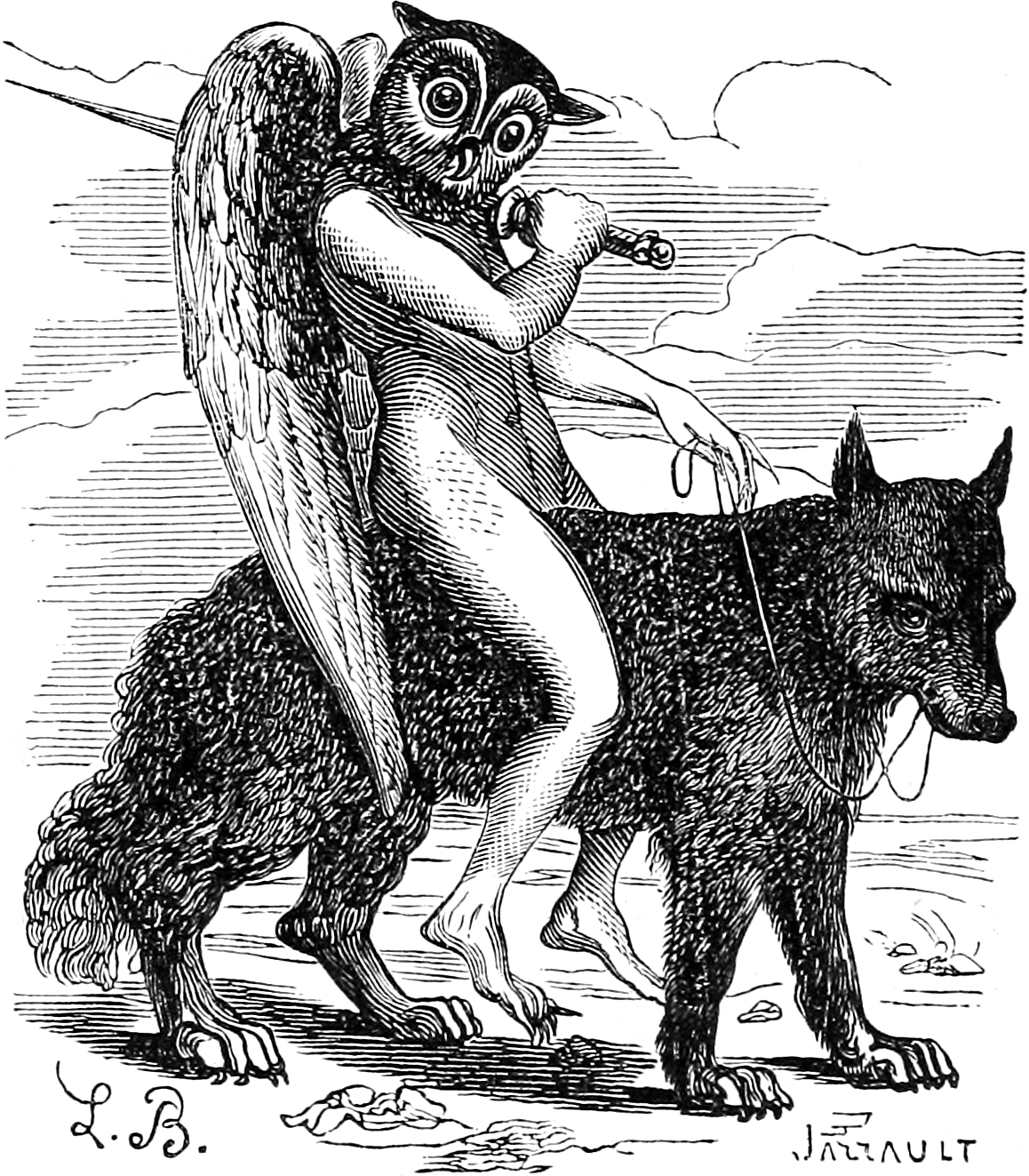
Andras, demonio con espada, Diccionario infernal, dibujo de Louis Le Breton, 1863.

Demonio con el cargo de Gran marqués de los infiernos. Manda 30 legiones. Representado con cabeza u ojos de búho y cuerpo desnudo de ángel alado, cabalga sobre un lobo negro y blande una guadaña de largo mango. Según algunos textos su voz es suave, aunque también puede ser como un silbido.
Enseña a matar bien a los enemigos, dueños y servidores. Es quien suscita las discordias y disputas.
Es protector de asesinos, ladrones  y aficionados.